# Adwin Brown
Pour les articles homonymes, voir Brown.
Adwin Brown, né le 20 avril 1990, est un acteur américain notamment connu pour incarner le rôle Seth dans la série télévisée Heathers et celui Calvin dans la saison 2 de You.

## Filmographie

### Cinéma
- 2015 : Everything Before Us : un étudiant
- 2016 : Les stars de la toile : Darnit TV
- 2016 : The Thinning : le mec BCBG
- 2019 : Turnover : William
- 2020 : Deported : Zeke
- 2021 : Safer at Home : Ben[2]

### Télévision

#### Séries télévisées
- 2015–2017 : The Fosters : Dan (4 épisodes)
- 2015 : Banished : Shadow
- 2015 : You're the Worst : Étudiant en improvisation
- 2016 : Tosh.0 : un hipster
- 2016 : Game Shakers : Tarly
- 2016 : Ray Donovan : P.A.
- 2016 : Casual : un serveur
- 2016 : Brooklyn Nine-Nine : Dylan
- 2016 : The Middle : Joel
- 2016 : Scorpion : un hipster
- 2016 : Adam Ruins Everything : Mark (2 épisodes)
- 2017 : Jane the Virgin : le responsable du mini-golf
- 2018 : Heathers : Seth (9 épisodes)
- 2019 : Will et Grace : James
- 2019 : Coop et Cami : Usher
- 2019 : You : Calvin (8 épisodes)
- 2022 : Roar : Andre

#### Téléfilms
- 2016 : A Lot de Richard Shepard : un assistant